# Selb-Plößberg

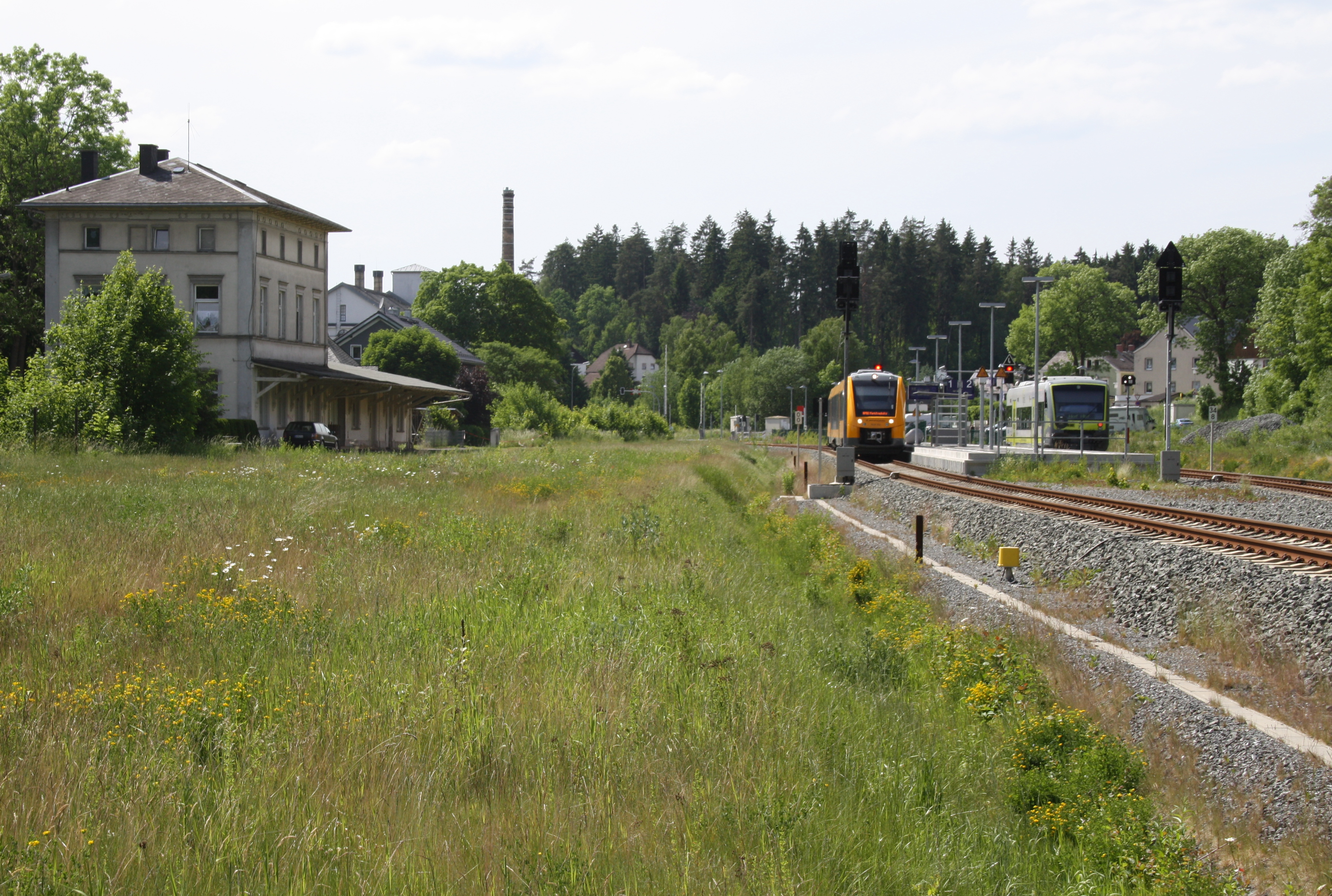
Bahnhof Selb-Plößberg (2019)

Selb-Plößberg (früher Plößberg, von 1932 bis 6. Juli 1953 Plößberg b. Selb)  ist ein Gemeindeteil der Großen Kreisstadt Selb im Landkreis Wunsiedel im Fichtelgebirge (Oberfranken, Bayern).

## Lage
Das Kirchdorf Selb-Plößberg liegt etwa zweieinhalb Kilometer nördlich des Zentrums von Selb und ist über Kreisstraße WUN 15 mit diesem verbunden. Westlich von Selb-Plößberg verläuft die A 93. Die deutsch-tschechische Grenze verläuft in Luftlinie etwa sieben Kilometer östlich. Im Ort befindet sich das Porzellanikon.

## Geschichte
Die ursprünglich Plößberg benannte Gemeinde, wurde 1932 in Plößberg b.Selb umbenannt und am 6. Juli 1953 erneut umbenannt in Selb-Plößberg.
1865 wurde im Zuge des Baus der Bahnlinie Hof–Eger der Bahnhof Selb-Plößberg errichtet und in Betrieb genommen. Dadurch konnten Kohle und Rohstoffe angeliefert werden, die unter anderem für die Porzellanherstellung in Selb benötigt wurden, zudem beschleunigte sich der Abtransport der Waren. Auch in Selb-Plößberg wurde 1864 von Jakob Zeidler eine Porzellanfabrik gegründet, die 1867 die Produktion aufnahm. Aufgrund des steigenden Bedarfs an Arbeitskräften wurden Arbeiterwohnhäuser auf der anderen Seite der Bahnlinie gebaut und ab 1879 bezogen. Ab 1890 wurde die Fabrik um weitere Gebäude erweitert und neue Ofenanlagen errichtet. Bahnhofsgebäude und Bauten der ehemaligen Zeidlerschen Porzellanfabrik gehören inzwischen zu den Baudenkmälern in Selb-Plößberg.
Im Jahr 1961 hatte die Gemeinde Selb-Plößberg 1160 Einwohner in den 3 Gemeindeteilen Selb-Plößberg, Plößberg in Oberfranken und Rohrlohmühle und eine Fläche von 325,52 Hektar. Am 1. Januar 1978 wurde sie nach Selb eingemeindet.